# Bataille de La Roche-sur-Yon (1793)
Pour les articles homonymes, voir Bataille de La Roche-sur-Yon.
Guerre de Vendée
Batailles
La première bataille de La Roche-sur-Yon a lieu le 26 août 1793 lors de la guerre de Vendée. Elle s'achève par la victoire des républicains qui repoussent une attaque des Vendéens.

## Prélude
Le 23 août 1793, les républicains de l'« armée des Sables » s'emparent de La Roche-sur-Yon, mettant en fuite les hommes de William Bulkeley et de Charles-François de Chouppes,,,. D'après Mieszkowski, le bilan combat n'est que de deux blessés pour ses troupes, tandis que les « scélérats catholiques » perdent 80 hommes et que plusieurs patriotes retenus prisonniers depuis des mois sont délivrés. Trois jours plus tard, les Vendéens lancent une contre-attaque pour reprendre le bourg,,.

## Forces en présence
Depuis début août, les forces républicaines de l'« armée des Sables » sont commandées par le général Jean Quirin de Mieszkowski, le successeur de Henri François de Boulard qui a présenté sa démission pour cause de maladie. Les Vendéens sont menés par Jean-Baptiste Joly, cependant les différents auteurs ne s'accordent pas sur la présence de Charette. Selon Le Bouvier-Desmortiers, Charette participe à l'action avec 500 fantassins et 50 cavaliers. Pour Charles-Louis Chassin en revanche, Charette est absent, de même que Savin, et seules les forces de Joly, Bulkeley, de Chouppes et Saint-Pal participent à l'action. Quant à Lucas de La Championnière, il ne fait pas mention de ce combat dans ses mémoires.

## Déroulement
Le combat s'achève sur une victoire rapide des patriotes. Les Vendéens avancent sur trois colonnes sur les routes de La Mothe-Achard, du Poiré-sur-Vie et des Essarts, au nord, à l'est et à l'ouest du bourg. Mais après une demi-heure de combat, ils sont repoussés par une charge à la baïonnette des bleus,,. 

## Pertes
Les pertes sont d'une dizaine de morts pour les Républicains selon le rapport à Chalbos du général Mieszkowski,,.
D'après Le Bouvier-Desmortiers, William et Céleste Bulkeley auraient rencontré Charette lors de cette attaque et se seraient ensuite réfugiés à Legé.